# Otto Sickenberger
Otto Ferdinand Sickenberger (* 5. September 1867 in München; † 10. Januar 1945 auf Schloss Klebing bei Pleiskirchen) war ein deutscher römisch-katholischer Priester und Theologe, Pädagoge sowie Sozialphilosoph und Hochschullehrer.

## Leben und Wirken
Als letztes von acht Kindern des Bergrates Franz Sickenberger (1819–1893) und dessen Ehefrau Anna, geb. Eckart, wurde Otto Sickenberger in München geboren. Vor allem seine älteste Schwester, die spätere Pädagogin und Schriftstellerin Therese Tesdorpf-Sickenberger, wurde früh in die Erziehung eingebunden und zu einer wichtigen Bezugsperson für ihn.
Sickenberger absolvierte 1885 das Maximiliansgymnasium in München mit dem Abitur und studierte ab dem Wintersemester 1885/86 zunächst Philosophie und später auch Theologie an der Ludwig-Maximilians-Universität München sowie am bischöflichen Lyzeum in Eichstätt. Schon bevor er im Sommersemester 1889 sein Studium abschloss, hatte er sich entschlossen, Priester zu werden, und erhielt im Dezember 1887 die vier niederen Weihen. Im Anschluss an sein Studium bereitete er sich im Klerikalseminar Freising auf das Priesteramt vor, am 29. Juni 1890 wurde er zum Priester geweiht.
Ab September 1890 wurde er für ein Jahr als Koadjutor in Tegernsee in der Seelsorge eingesetzt, bevor er im November 1891 erneut an das Freisinger Seminar zurückkehrte, um dort als zweiter Präfekt tätig zu sein und seine Promotion voranzutreiben. Er promovierte 1895 bei Georg von Hertling „Über die sogenannte Quantität des Urteils“. Ein anschließender Habilitationsversuch bei Theodor Lipps „Über den Begriff des Naturrechts“ scheiterte und Sickenberger verließ das Klerikalseminar.
Auf Betreiben des Passauer Bischofs Michael von Rampf erhielt Sickenberger ab Mai 1900 eine Professur für Philosophie am Lyzeum Passau. Bereits zu dieser Zeit haderte Sickenberger jedoch mit dem Zölibat, zum Wintersemester 1901 wurde er beurlaubt. Er hatte seine priesterliche Tätigkeit niedergelegt, um Dispens vom Zölibat gebeten und wollte eine Ehe eingehen – er hatte die Hoffnung, eine gütliche Einigung mit der Amtskirche finden zu können und war darum bemüht, seine Sache im Stillen zu regeln. Das bischöfliche Ordinariat und der Vatikan verweigerten ihm jedoch jegliche Unterstützung und lancierten seine Situation schließlich an die Presse. Zeitgleich hatte Sickenberger eine gegen die Missstände in der Amtskirche gerichtete Denkschrift unter dem Titel „Kritische Gedanken über die innerkirchliche Lage“ verfasst, die er derart in die Ecke gedrängt, schließlich veröffentlichte und die für große Aufmerksamkeit sorgte. Sickenberger wurde schließlich auf Betreiben der Amtskirche zwangspensioniert.
In der Folgezeit beteiligte sich Sickenberger mit Vorträgen und Veröffentlichungen im Kreise der Reformkatholiken und der Kraus-Gesellschaft, die für eine Öffnung der katholischen Kirche hin zur Moderne eintraten und Reformen auf vielen Gebieten des religiösen und seelsorgerischen Lebens forderten. Seine reformkatholischen Schriften und Beiträge zur Zölibatsdebatte polarisierten und gipfelten in einem Disput mit dem Rottenburger Bischof Keppler. Sickenberger lehnte den Zwang zum Zölibat und nicht den Zölibat an sich vehement ab und stieß damit auch in Kreisen der Reformkatholiken auf Widerstände.
Die weiteren Jahre verdingte sich Sickenberger als Pädagoge und Redner, eine Wiederaufnahme in den Staatsdienst scheiterte 1910 und wurde von seiner öffentlichkeitswirksamen Eheschließung mit Philomena Frisch überschattet. Sickenberger und seine Frau wurden infolgedessen exkommuniziert, 1912 gründeten sie bei Bad Aibling nahe Rosenheim ein Landerziehungsheim, das sie bis Ende 1921 betrieben. In den Kriegsjahren politisierte sich der sozialliberal eingestellte Sickenberger und gründete nach dem Umsturz den Freien Deutschen Volksbund, der durch Vernunft vermittelnd zwischen den Parteien wirken wollte. Aufgrund seiner radikalen Positionen und seiner Persönlichkeitsstruktur konnte Sickenberger auf politischem Terrain jedoch kaum Einfluss gewinnen.
Aufgrund der prekären finanziellen Lage entschloss sich das Ehepaar 1922 zur Auswanderung nach Brasilien, ein Unterfangen, das nach einem halben Jahr bereits scheiterte. Sickenberger kehrte nach Deutschland zurück, ließ sich zunächst in Pfarrkirchen und schließlich in München nieder. Dort war er als Nachhilfelehrer, Redner und weitgehend erfolgloser Schriftsteller tätig. Kurzzeitig war er als Verbandsvorsitzender des Verbandes der Deutschen Auswanderer-Vereine und als Schriftführer von dessen „Deutscher Auswanderer-Zeitung“ tätig.
1934 siedelte er mit seiner Frau nach Schloss Klebing nach Pleiskirchen nahe Altötting über, wo er seinen Lebensabend verbrachte und heimatkundliche Forschung betrieb sowie umfängliche Manuskripte verfasste, die jedoch allesamt verschollen sind. Nachdem seine Frau an Krebs erkrankte, wurde ihre Exkommunikation nach längeren Verhandlungen mit dem Bistum Passau Ende 1941 wieder aufgehoben. Sickenberger selbst weigerte sich jedoch, sich von seinen theologischen Positionen zu distanzieren, wie das Bistum Passau dies von ihm forderte. Er fühlte sich seit längerem eher einer Urkirche, die er in der Spätantike verortete, verbunden, als der römischen Amtskirche.
Sickenberger starb in der Nacht vom 10. auf den 11. Januar 1945 und wurde in aller Stille kirchlich auf dem Friedhof in Pleiskirchen begraben. Über seinen persönlichen wie literarischen Nachlass ist nichts bekannt.

## Werke
Otto Sickenberger publizierte zahlreiche Artikel in den Freien Deutschen Blättern und anderen Zeitungen, als Monographien sind erschienen:
- Ueber die sogenannte Quantität des Urtheils: Eine logische Studie als Beitrag zur Lehre von den Subjektsformen des Urtheils. Kaiser, München 1896
- Kritische Gedanken über die innerkirchliche Lage: vorgelegt dem katholischen Klerus und den gebildeten Katholiken Bayerns (Band I: Die praktische Vernunft im katholischen Leben und Wirken; Band II: Extremer Antiprotestantismus im katholischen Leben und Denken)
- Falsche Reform? Offener Brief an Seine Gnaden Paul Wilhelm von Keppler, Bischof von Rottenburg. Lampart, Augsburg 1903
- Veritas et justitia? Ein letztes Wort zur 3. Aufl. der Reformrede Bischof Kepplers von Rottenburg. Lampart, Augsburg 1903
- Den Priestern die Freiheit der Kinder Gottes! Offener Brief an den Erzbischof von München-Freising. Das Neue Jahrhundert, Augsburg 1910
- Der Zölibatszwang und Bischof Keppler: Eine Antwort im Namen der Priester, die den Zölibatzwang bekämpfen, auf einen Hirtenbrief, der ihn verteidigt. Memminger, Würzburg 1911
- Der Kampf um die Gewissensfreiheit. Kraus-Gesellschaft, München 1911